# العلاقات الكورية الشمالية المنغولية
العلاقات الكورية الشمالية المنغولية هي العلاقات الثنائية التي تجمع بين كوريا الشمالية ومنغوليا.

## مقارنة بين البلدين
هذه مقارنة عامة ومرجعية للدولتين:
| وجه المقارنة                                              | كوريا الشمالية                        | منغوليا         |
| --------------------------------------------------------- | ------------------------------------- | --------------- |
| المساحة (كم2)                                             | 120.54 ألف                            | 1.57 مليون      |
| عدد السكان (نسمة)                                         | 25.49 مليون                           | 3.08 مليون      |
| الكثافة السكانية (ن./كم²)                                 | 211.47                                | 1.96            |
| العاصمة                                                   | بيونغيانغ                             | أولان باتور     |
| اللغة الرسمية                                             | لغة كوريا الشمالية القياسية ‏          | اللغة المنغولية |
| العملة                                                    | وون كوري شمالي                        | توغروغ منغولي   |
| الناتج المحلي الإجمالي (بليون دولار)                      |                                       | 11.49 مليار     |
| الناتج المحلي الإجمالي (تعادل القوة الشرائية) بليون دولار |                                       | 36.16 مليار     |
| الناتج المحلي الإجمالي الاسمي للفرد دولار أمريكي          |                                       | 3.97 ألف        |
| الناتج المحلي الإجمالي للفرد دولار أمريكي                 |                                       | 11.95 ألف       |
| مؤشر التنمية البشرية                                      |                                       | 0.727           |
| رمز المكالمات الدولي                                      | +850                                  | +976            |
| رمز الإنترنت                                              | .kp                                   | .mn             |
| المنطقة الزمنية                                           | ت ع م+08:30، ت ع م+08:30، ت ع م+09:00 | ت ع م+08:00     |

## منظمات دولية مشتركة
يشترك البلدان في عضوية مجموعة من المنظمات الدولية، منها:
| علم المنظمة | اسم المنظمة              | تاريخ انضمام كوريا الشمالية | تاريخ انضمام منغوليا |
| ----------- | ------------------------ | --------------------------- | -------------------- |
|             | الأمم المتحدة            | 17 سبتمبر 1991              | 27 أكتوبر 1961       |
|             | منتدى آسيان الإقليمي ‏    | ?                           | ?                    |
|             | الاتحاد الدولي للاتصالات | ?                           | 27 أغسطس 1964        |
|             | الاتحاد البريدي العالمي  | ?                           | ?                    |
|             | يونسكو                   | 18 أكتوبر 1974              | 1 نوفمبر 1962        |

## وصلات خارجية
- موقع وزارة الخارجية الكورية الشمالية
- موقع وزارة الخارجية المنغولية